# الميثانة (فرع العدين)

تعديل مصدري - تعديل

الميثانة هي إحدى قرى عزلة المسيل بمديرية فرع العدين التابعة لمحافظة إب، بلغ تعداد سكانها 737 نسمة حسب تعداد اليمن لعام 2004.